# Hesíquio de Mileto
Hesíquio de Mileto (em grego Ήσύχιος ό Μιλήσιος, "Hesýchios o Milétos"; século VI) foi um historiador grego de Constantinopla, chamado também O Ilustre, Hesychius Illustrius em latim, Ήσύχιος ό Ίλλούστριος em grego. Realizou a sua atividade durante o reinado de Justiniano I. 
Segundo Fócio , escreveu três obras importantes: 
1. Compêndio de História Universal (Βιβλίον ἱστορικὸν ὡς ἐν συνόψει κοσμικῆς ἱστορίας) em seis livros, de Belo, suposto fundador do Império Assírio, até o imperador Anastácio I Dicoro (morto em 518). Conserva-se um fragmento considerável do livro sexto, uma história de Bizâncio das suas origens até a época de Constantino.
2. Dicionário Biográfico de Homens Doctos (Περὶ τῶν ἐν παιδεἴᾳ λαμψάντων σοφῶν), que constava de várias seções (poetas, filósofos). A sua fonte principal foram as obras de Élio Dionísio e Herênio Filão. Grande parte foi incorporada à Suda, segundo sabemos por tal obra. Há desacordo, porém, sobre se a afirmação da Suda ("da qual este livro é um epítome") quer dizer que o compilador desta enciclopédia tomou diretamente o seu material da obra de Hesíquio ou de um resumo da mesma. Em geral, prefere-se esta segunda interpretação. A julgar pela evidência interna, o epítome usado pela Suda foi compilado por volta de 829-837 e alterou a ordem original por seções, dispondo as entradas em ordem alfabética. Às entradas compostas por Hesíquio acrescentaram-se outras sobre escritores cristãos, como concessão aos tempos. Tanto a obra original como o epítome ficaram perdidos, embora fiquem alguns fragmentos incluídos em Fócio e na Suda.
3. História de Constantinopla (Πάτρια Κωνστινουπόλεως), história do reinado de Justino I (518-527) e os primeiros anos do reinado de Justiniano, da qual não se conserva nada.